# Adam Batirov
Adam Alavdinovich Batirov (en russe : Адам Алавдинович Бати́ров; né le 13 janvier 1985 à Khassaviourt en Russie) est un lutteur Daghestanais naturalisé bahreïni, d’ethnie avar.

## Palmarès

### Championnats du monde
- Budapest 2018
  -  Médaille d'argent en lutte libre dans la catégorie des moins de 70 kg

### Championnats d'Europe
- Dortmund 2011
  -  Médaille de bronze en lutte libre dans la catégorie des moins de 66 kg
- Vilnius 2009
  -  Médaille d'argent en lutte libre dans la catégorie des moins de 60 kg
- Ankara 2005
  -  Médaille d'argent en lutte libre dans la catégorie des moins de 55 kg

### Championnats d'Asie
- Bangkok 2016
  -  Médaille d'or en lutte libre dans la catégorie des moins de 70 kg

### Jeux asiatiques en salle
- Achgabat 2017
  -  Médaille d'or en lutte libre dans la catégorie des moins de 70 kg

### Jeux de la solidarité islamique
- Bakou 2017
  -  Médaille de bronze en lutte libre dans la catégorie des moins de 70 kg